# Morgan Kohan
Morgan Kohan, née le 30 décembre 1993, est une actrice canadienne.  
En 2019, Kohan commence à incarner Lillian dans la série When Hope Calls (en), un dérivé de Le cœur a ses raisons dans laquelle elle apparaît en tant qu'invitée dans un épisode servant de pilote indirect à When Hope Calls (en). En juin 2022, il est annoncé qu'elle tiendra le rôle principal de la série dramatique Sullivan's Crossing.

## Jeunesse
Née à Summerland, en Colombie-Britannique, Kohan est acceptée au Randolph College for the Performing Arts (en) dans le programme Triple Threat d'art dramatique, chant et danse. Elle envisage d’abord une carrière de danseuse avant de se tourner vers le métier d’actrice.

## Carrière
En 2014, Kohan commence sa carrière d’actrice à l’âge de 21 ans, et apparaît dans des rôles secondaires dans des séries telles que Les enquêtes de Murdoch, Kim's Convenience (en), Star Trek: Discovery et Batwoman. Elle obtient un rôle récurrent dans la série dramatique à suspense Ransom, dans laquelle elle incarne Evie Beaumont. En 2018, elle joue dans le téléfilm de la chaîne Lifetime intitulé The Black Widow Killer, réalisé par Adrian Langley, dans le rôle d’Abbey Dwyer. En 2019, elle tient le rôle principal dans le film dramatique fantastique et horrifique Demons Inside Me, réalisé par Alexandre Carrière, et interprète également Jade Williams.
Kohan incarne le personnage principal dans la série dramatique When Hope Calls (en), qui constitue un spin-off de Le cœur a ses raisons sur Hallmark Channel, une série basée sur la série de romans Canadian West de Janette Oke. Elle joue Lillian Walsh, la sœur aînée de Grace Bennett, qui est adoptée très jeune et séparée de Grace. En 2020, Kohan joue aux côtés de Marcus Rosner (en) dans le téléfilm Hallmark Love on Harbor Island, réalisé par Lucie Guest. La même année, elle partage l’affiche avec Paul Sun-Hyung Lee, Janet Porter, Kathryn Kohut et Vienna Hehir dans la comédie de Dennis Alexander Nicholson intitulée Kitty Mammas.
En 2021, Kohan joue avec son compagnon Drew Nelson (en) dans les téléfilms : A Romance Wedding et A Whirlwind Wedding.
En 2023, Kohan joue aux côtés de Chad Michael Murray, Tom Jackson (en), Andrea Menard (en) et Scott Patterson dans la série de CTV, Sullivan's Crossing, où elle interprète le rôle principal de Maggie Sullivan,.

## Filmographie

### Télévision
| Année              | Titre                     | Rôle                    | Commentaire                 |
| ------------------ | ------------------------- | ----------------------- | --------------------------- |
| 2017               | Les enquêtes de Murdoch   | Sarah Glass             | 1 épisode                   |
| 2017               | Kim's Convenience (en)    | Jen                     | 1 épisode                   |
| 2018               | Star Trek: Discovery      | Trafiquante d’armes     | 1 épisode                   |
| 2018               | In Contempt (en)          | Femme blanche aléatoire | 1 épisode                   |
| 2018               | Ransom                    | Evie Beaumont           | 3 épisodes                  |
| 2018               | Le cœur a ses raisons     | Lillian Walsh           | 1 épisode                   |
| 2019               | The Bold Type             | Risa                    | 1 épisode                   |
| 2019               | Les Chroniques de la peur | Faye                    | 1 épisode                   |
| 2019 – aujourd'hui | When Hope Calls (en)      | Lillian Walsh           | Rôle principal              |
| 2021               | Batwoman                  | Stephanie Brown         | 1 épisode                   |
| 2022               | Transplant                | Kelsey Grisholm         | 1 épisode                   |
| 2023 – aujourd'hui | Sullivan's Crossing       | Dre Maggie Sullivan     | Rôle principal, 20 épisodes |

## Crédit d'auteurs
- (en) Cet article est partiellement ou en totalité issu de l’article de Wikipédia en anglais intitulé « Morgan Kohan » (voir la liste des auteurs).